# 1997年のNBAドラフト
1997年のNBAドラフトは、1997年度のNBAドラフト。1997年6月25日、アメリカ合衆国ノースカロライナ州シャーロットで開催された。

## ドラフト指名
| PG | ポイントガード | SG | シューティングガード | SF | スモールフォワード | PF | パワーフォワード | C | センター |

| * | バスケットボール殿堂入り      |
| ^ | 現役プレーヤー                |
| S | NBAオールスター               |
| A | オールNBAチーム               |
| R | NBAオールルーキーチーム       |
| D | NBAオールディフェンシブチーム |
| C | NBAチャンピオン               |
| F | ファイナルMVP                 |
| # | NBAでのプレー経験なし         |
| M | シーズンMVP                   |

### 1巡目
| 指名順 | 選手名                          | 経歴            | 国籍                                    | 指名チーム                                               | 出身校など                                                  |
| ------ | ------------------------------- | --------------- | --------------------------------------- | -------------------------------------------------------- | ----------------------------------------------------------- |
| 1      | ティム・ダンカン (PF/C)         | * S A R D C F M | アメリカ合衆国 アメリカ領ヴァージン諸島 | サンアントニオ・スパーズ                                 | ウェイクフォレスト大学                                      |
| 2      | キース・ヴァン・ホーン (SF)     | R               | アメリカ合衆国                          | フィラデルフィア・76ers → (ニュージャージーにトレード)   | ユタ大学                                                    |
| 3      | チャウンシー・ビラップス (PG)   | S A D C F       | アメリカ合衆国                          | ボストン・セルティックス                                 | コロラド大学                                                |
| 4      | アントニオ・ダニエルズ (PG)     | C               | アメリカ合衆国                          | バンクーバー・グリズリーズ                               | ボーリンググリーン州立大学                                  |
| 5      | トニー・バティ (C/F)            |                 | アメリカ合衆国                          | デンバー・ナゲッツ                                       | テキサス工科大学                                            |
| 6      | ロン・マーサー (SF)             | R               | アメリカ合衆国                          | ボストン・セルティックス                                 | ケンタッキー大学                                            |
| 7      | ティム・トーマス (SF)           | R               | アメリカ合衆国                          | ニュージャージー・ネッツ →(フィラデルフィアにトレード)   | ビラノバ大学                                                |
| 8      | アドナル・フォイル (C)          |                 | セントビンセント・グレナディーン        | ゴールデンステート・ウォリアーズ                         | コルゲート大学                                              |
| 9      | トレイシー・マグレディ (SG/SF)  | * S A           | アメリカ合衆国                          | トロント・ラプターズ                                     | マウントジオン・アカデミー高校 (ノースカロライナ州ダーラム) |
| 10     | ダニー・フォートソン (PF)       |                 | アメリカ合衆国                          | ミルウォーキー・バックス                                 | シンシナティ大学                                            |
| 11     | タリク・アブドゥル＝ワヒド (SF) |                 | フランス                                | サクラメント・キングス                                   | サンノゼ州立大学                                            |
| 12     | オースティン・クロージェア (PF) |                 | アメリカ合衆国                          | インディアナ・ペイサーズ                                 | プロビデンス大学                                            |
| 13     | デレック・アンダーソン (SG)     | R C             | アメリカ合衆国                          | クリーブランド・キャバリアーズ                           | ケンタッキー大学                                            |
| 14     | モーリス・テイラー (PF)         | R               | アメリカ合衆国                          | ロサンゼルス・クリッパーズ                               | ミシガン大学                                                |
| 15     | ケルビン・ケイト (C)            |                 | アメリカ合衆国                          | ダラス・マーベリックス (ミネソタから）                   | アイオワ州立大学                                            |
| 16     | ブレビン・ナイト (PG)           | R               | アメリカ合衆国                          | クリーブランド・キャバリアーズ (フェニックスから）       | スタンフォード大学                                          |
| 17     | ジョニー・テイラー (SF)         |                 | アメリカ合衆国                          | オーランド・マジック                                     | テネシー大学                                                |
| 18     | クリス・アンスティ (F)          | #               | オーストラリア                          | ダラス・マーベリックス (ポートランドから）               | South East Melbourne Magic (オーストラリア)                 |
| 19     | スコット・ポラード (C)          | C               | アメリカ合衆国                          | デトロイト・ピストンズ                                   | カンザス大学                                                |
| 20     | ポール・グラント (C)            |                 | アメリカ合衆国                          | ミネソタ・ティンバーウルブズ (シャーロットから）         | ウィスコンシン大学                                          |
| 21     | アンソニー・パーカー (SG)       |                 | アメリカ合衆国                          | ニュージャージー・ネッツ (ロサンゼルス・レイカーズから） | ブラッドリー大学                                            |
| 22     | エド・グレイ (G)                |                 | アメリカ合衆国                          | アトランタ・ホークス                                     | カリフォルニア大学                                          |
| 23     | ボビー・ジャクソン (PG)         | R               | アメリカ合衆国                          | シアトル・スーパーソニックス →(デンバーにトレード)       | ミネソタ大学                                                |
| 24     | ロドリック・ローズ (G)          |                 | アメリカ合衆国                          | ヒューストン・ロケッツ                                   | 南カリフォルニア大学                                        |
| 25     | ジョン・トーマス (C)            |                 | アメリカ合衆国                          | ニューヨーク・ニックス                                   | ミネソタ大学                                                |
| 26     | チャールズ・スミス (G)          |                 | アメリカ合衆国                          | マイアミ・ヒート                                         | ニューメキシコ大学                                          |
| 27     | ジャック・ヴォーン (PG)         | C               | アメリカ合衆国                          | ユタ・ジャズ                                             | カンザス大学                                                |
| 28     | キース・ブース (F)              |                 | アメリカ合衆国                          | シカゴ・ブルズ                                           | メリーランド大学                                            |

### 2巡目
| 指名順 | 選手名                         | 経歴 | 国籍           | 指名チーム                                                                                    | 出身校など                                            |
| ------ | ------------------------------ | ---- | -------------- | --------------------------------------------------------------------------------------------- | ----------------------------------------------------- |
| 30     | セルジ・ツィックラー (C)       | #    | オランダ       | ヒューストン・ロケッツ (バンクーバーから)                                                     | ノースカロライナ大学                                  |
| 31     | マーク・サンフォード (F)       | #    | アメリカ合衆国 | マイアミ・ヒート (ボストンから)                                                               | ワシントン大学                                        |
| 32     | チャールズ・オバノン (SG)      |      | アメリカ合衆国 | デトロイト・ピストンズ (サンアントニオから)                                                   | UCLA                                                  |
| 33     | ジェームス・コットン (SG)      |      | アメリカ合衆国 | デンバー・ナゲッツ                                                                            | ロングビーチ州立大学                                  |
| 34     | マルコ・ミリッチ (SG)          |      | スロベニア     | フィラデルフィア・76ers                                                                       | KKユニオン・オリンピア (スロベニア)                   |
| 35     | ババ・ウェルズ (SF)            |      | アメリカ合衆国 | ダラス・マーベリックス                                                                        | オースティン・ピー州立大学                            |
| 36     | ケブ・スチュワート (F)         |      | アメリカ合衆国 | フィラデルフィア・76ers (ニュージャージーから)                                                | カリフォルニア州立大学ベイカーズフィールド校          |
| 37     | ジェームス・コリンズ (G)       |      | アメリカ合衆国 | フィラデルフィア・セブンティシクサーズ (トロントから)                                         | フロリダ州立大学                                      |
| 38     | マーク・ジャクソン (F)         |      | アメリカ合衆国 | ゴールデンステート・ウォリアーズ                                                              | テンプル大学                                          |
| 39     | ジェラルド・ハニーカット (F)   |      | アメリカ合衆国 | ミルウォーキー・バックス                                                                      | テューレーン大学                                      |
| 40     | アンソニー・ジョンソン (G)     |      | アメリカ合衆国 | サクラメント・キングス                                                                        | チャールストン大学                                    |
| 41     | エド・エリスマ (F)             | #    | アメリカ合衆国 | シアトル・スーパーソニックス (ロサンゼルス・クリッパーズから)                                 | ジョージア工科大学                                    |
| 42     | ジェイソン・ローソン (C)       |      | アメリカ合衆国 | デンバー・ナゲッツ (インディアナから)                                                         | ビラノバ大学                                          |
| 43     | スティーブン・ジャクソン (SG)  |      | アメリカ合衆国 | フェニックス・サンズ                                                                          | バトラー・コミュニティカレッジ (カンザス州)           |
| 44     | ゴードン・マローン (F)         | #    | アメリカ合衆国 | ミネソタ・ティンバーウルブズ                                                                  | ウェストバージニア大学                                |
| 45     | セドリック・ヘンダーソン (F)   |      | アメリカ合衆国 | クリーブランド・キャバリアーズ                                                                | メンフィス大学                                        |
| 46     | ゴッド・シャムゴッド (G)       |      | アメリカ合衆国 | ワシントン・ブレッツ                                                                          | プロビデンス大学                                      |
| 47     | エリック・ワシントン (G)       |      | アメリカ合衆国 | オーランド・マジック →(デンバーにトレード)                                                    | アラバマ大学                                          |
| 48     | アルビン・ウィリアムス (G)     |      | アメリカ合衆国 | ポートランド・トレイルブレイザーズ                                                            | ビラノバ大学                                          |
| 49     | プレドラグ・ドロブニャック (C) |      | ユーゴスラビア | ワシントン・ブレッツ (シャーロットから)                                                       | KKパルチザン (セルビア)                               |
| 50     | アラン・ダグボー (G)           | #    | フランス       | アトランタ・ホークス (デトロイトから)                                                         | Villeurbanne(フランス)                                |
| 51     | クリス・クロフォード (F)       |      | アメリカ合衆国 | アトランタ・ホークス                                                                          | マーケット大学                                        |
| 52     | デファン・ウィート (G)         |      | アメリカ合衆国 | ロサンゼルス・レイカーズ                                                                      | ルイビル大学                                          |
| 53     | C・J・ブルトン (G)             | #    | オーストラリア | バンクーバー・グリズリーズ (ヒューストンから)                                                 | インディアンヒルズ・コミュニティカレッジ (アイオワ州) |
| 54     | ポール・ロジャース (C)         | #    | オーストラリア | ロサンゼルス・レイカーズ (ニューヨークから                                                    | ゴンザガ大学                                          |
| 55     | マーク・ブラウント (C)         |      | アメリカ合衆国 | シアトル・スーパーソニックス                                                                  | ピッツバーグ大学                                      |
| 56     | ベン・ペッパー (C)             | #    | オーストラリア | ボストン・セルティックス (マイアミから） ニューカッスル大学 (オーストラリア) (オーストラリア) |                                                       |
| 57     | ネイト・エルドマン (G)         | #    | アメリカ合衆国 | ユタ・ジャズ                                                                                  | オクラホマ大学                                        |
| 58     | ロベルト・デュエナス (C)       | #    | スペイン       | シカゴ・ブルズ                                                                                | FCバルセロナ (スペイン)                               |

## ドラフト外入団の主な選手
- トロイ・ハドソン (SG/PG), 南イリノイ大学
- デイモン・ジョーンズ (PG/SG), ヒューストン大学
- マイキー・ムーア (C), ネブラスカ大学
- アイラ・ニューブル (SF), マイアミ大学オハイオ校